# شهرستان لیک (ایلینوی)
شهرستان لیک (به انگلیسی: Lake County) یک شهرستان در ایالات متحده آمریکا است که در منتهی‌الیه شمال شرقی ایالت ایلینوی واقع شده‌است.

## خصوصیات
شهرستان لیک ۳٬۵۴۳٫۱۲ کیلومتر مربع مساحت و بر اساس سرشماری ۲۰۱۰ میلادی، ۷۰۳٬۴۶۲ نفر جمعیت دارد. و سومین شهرستان پرجمعیت ایلینوی محسوب می‌شود. مرکز این شهرستان، شهر وائوکگان است. این شهرستان در امتداد ساحل دریاچه میشیگان واقع شده است.
با توجه به سرشماری ۲۰۰۰، شهرستان لیک رتبهٔ سی‌و یکم را از حیث درآمد سرانه در ایالات متحده به خود اختصاص داده است.
پایگاه دریایی گریت لیکس واقع در شهر نورث‌شیکاگو این شهرستان، ستاد مرکزی آموزش نیروی دریایی ایالات متحده آمریکا، و تنها مرکز آموزشی استخدام نیروی دریایی می‌باشد.

## شهرهای شهرستا لیک
- هایلند پارک
- های‌وود
- لیک فورست
- نورث‌شیکاگو
- پارک‌سیتی
- وائوکگان
- زیون

## شهرستان‌های مجاور
- شهرستان کنوشا، ویسکانسین - شمال
- شهرستان آلگان، میشیگان - شمال شرقی
- شهرستان وان برن، میشیگان - شرق
- شهرستان برین، میشیگان - جنوب شرقی
- شهرستان کوک - جنوب
- شهرستان مک‌هنری - غرب

## خواهرخوانده
شهر وارینگتون خواهرخواندهٔ شهرستان لیک هست.

## جمعیت

هرم سنی برای شهرستان لیک بر اساس سرشماری سال ۲۰۰۰

## مردمان برجسته
- جک بنی از وائوکگان.
- ری بردبری از وائوکگان
- گری کلمن از زیون.
- مارلون براندو
- مایکل جردن از هایلند پارک.
- وینس وان ازلیک فورست
- پیت ویلسون از لیک فورست.[۴]